# Dolné Lovčice
Dolné Lovčice (ungarisch Alsólóc) ist eine Gemeinde im Westen der Slowakei mit 809 Einwohnern (Stand 31. Dezember 2024). Sie gehört zum Okres Trnava, einem Teil des Trnavský kraj.

## Geographie
Die Gemeinde befindet sich am östlichen Rande des Hügellandes Trnavská pahorkatina. Westlich und südlich des Ortes fließt der Bach Krupský potok, der in die östlich am Ort vorbeifließende Blava mündet. Nördlich von Dolné Lovčice verläuft die Bahnstrecke Bratislava–Žilina, südlich die Autobahn D1. Das Ortszentrum liegt auf einer Höhe von 138 m n.m. und ist elf Kilometer von Trnava entfernt.
Nachbargemeinden sind Brestovany im Norden, Siladice im Osten, Šúrovce im Südosten, Zavar im Süden und Südwesten sowie Trnava im Nordwesten.

## Geschichte

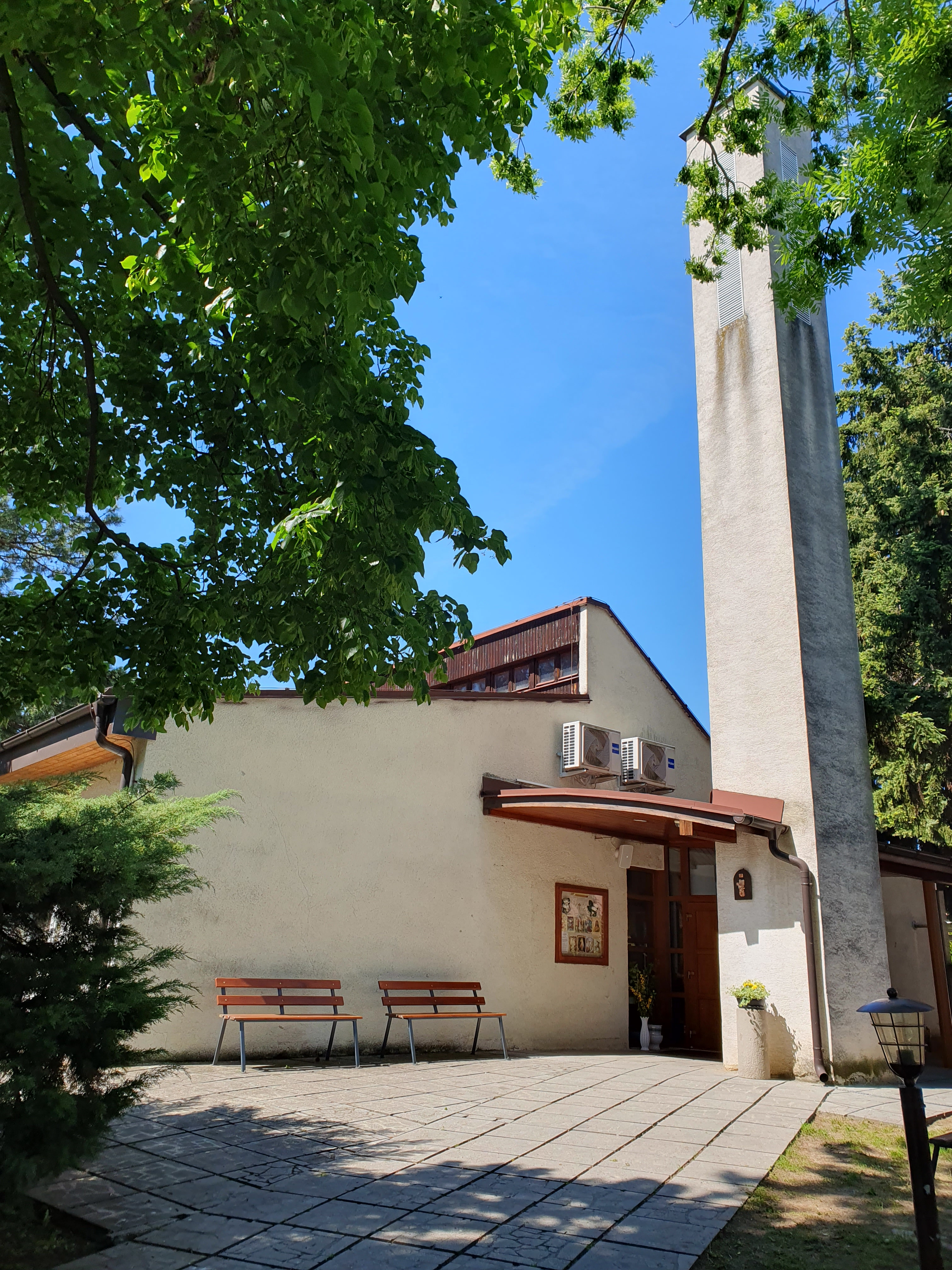
Kirche im Ort

Der Ort wurde zum ersten Mal 1292 als Loch schriftlich erwähnt. Damals hat Michael, Sohn des Komitatsgrafen Bach, den Ort an das Neutraer Kapitel geschenkt. Das Dorf war Gut mehrerer Familien des niederen Adels. Ein Siegel aus dem Jahr 1633 mit der Aufschrift SIGILLUM PAGI INFERI LOVSCZIC weist auf eine eigene Gemeindeverwaltung hin. 1828 zählte man 92 Häuser und 667 Einwohner, deren Haupteinnahmequelle Landwirtschaft war.
Bis 1918 gehörte der im Komitat Pressburg liegende Ort zum Königreich Ungarn und kam danach zur Tschechoslowakei beziehungsweise heute Slowakei.
Von 1960 und 1975 war der Ort zusammen mit Horné Lovčice in die Gemeinde Lovčice fusioniert und danach bis 1990 in die Gemeinde Brestovany eingegliedert. Seither ist Dolné Lovčice wieder selbständig.

## Bevölkerung
| Jahr                | 1994 | 2004    | 2014    | 2024    |
| ------------------- | ---- | ------- | ------- | ------- |
| Anzahl der Personen | 703  | 704     | 736     | 809     |
| Unterschied         |      | +0,14 % | +4,54 % | +9,91 % |

| Jahr                | 2023 | 2024    |
| ------------------- | ---- | ------- |
| Anzahl der Personen | 801  | 809     |
| Unterschied         |      | +0,99 % |

Nach der Volkszählung 2011 wohnten in Dolné Lovčice 751 Einwohner, davon 725 Slowaken sowie jeweils ein Deutscher, Russine und Tscheche. 23 Einwohner machten diesbezüglich keine Angabe. 661 Einwohner bekannten sich zur römisch-katholischen Kirche, acht Einwohner zu den Zeugen Jehovas, sechs Einwohner zur evangelischen Kirche A. B. und vier Einwohner zur griechisch-katholischen Kirche; ein Einwohner bekannte sich zu einer anderen Konfession. 42 Einwohner waren konfessionslos und bei 30 Einwohnern wurde die Konfession nicht ermittelt.

## Söhne und Töchter der Gemeinde
- František Hrušovský (1903–1956), slowakischer Historiker